# Kluczborski
Kluczborski là một huyện thuộc tỉnh Opolskie của Ba Lan. Huyện có diện tích 852 km². Đến ngày 1 tháng 1 năm 2011, dân số của huyện là 68574 người và mật độ 80 người/km².